# Herpolsheimer's
Herpolsheimer's was een warenhuisbedrijf met het hoofdkantoor in Grand Rapids, Michigan.

## Geschiedenis
Aan het einde van de Burgeroorlog in 1865 richtte de Pruisisch-Amerikaanse zakenman en veteraan, William G. Herpolsheimer, samen met Charles G.A. Voigt, de stoffenzaak Voight, Herpolsheimer & Co. op in Michigan City, Indiana. In 1870 opende hij een tweede winkel in Grand Rapids. In 1902 droeg hij de leiding van de zaak over aan zijn zoon Henry B. Herpolsheimer.
In 1928 werd de winkel overgenomen door Hahn's Department Stores, een holdingmaatschappij die in 1935 opging in Allied Stores. In 1933 nam Hahn's, L.H. Field & Co. uit Jackson, Michigan over. Hierbij werden de "Field's"-winkels een zusterbedrijf van het Herpolsheimer's-warenhuis in Grand Rapids. (In latere jaren werd in advertenties vermeld dat klanten hun "Herpolsheimer's/Field's Credit Cards" bij beide winkels konden gebruiken.)
Nadat er bijna drie jaar eerder brand was uitgebroken en er vervolgens een rechtszaak tussen de partijen was aangespannen, stemde de William D. Hardy Company uit Muskegon, die Hardy's Department Store exploiteerde, er in 1947 mee in om haar activiteiten samen te voegen met een nieuw geopend filiaal van Herpolsheimer in Muskegon en verder te gaan als Hardy-Herpolsheimer's. In 1949 werd een gloednieuw gebouw voor de belangrijkste vestiging in het centrum van Grand Rapids gebouwd en geopend op de noordwesthoek van Fulton Street en Division Avenue. Dit gebouw grensde ook aan Monroe Street, waar de voormalige winkel twee blokken naar het westen was gevestigd. De voormalige locatie werd verkocht aan de lokale concurrent Würzburg's.
Vanaf 1985 werd de winkel in het centrum van Grand Rapids kleiner gemaakt, terwijl de rest werd omgebouwd tot een winkelcentrum met de naam City Centre. Bij de 'grote heropening' van het stadscentrum kreeg Herpolsheimer's officieel weer zijn volledige naam, en niet langer de verkorte versie 'Herp's' van elf jaar eerder. De volledige naam van Herpolsheimer werd hersteld in de winkels in het centrum van Grand Rapids, Wyoming, Muskegon en Battle Creek.  In 1987 werden de twee Herpolsheimer-winkels in de omgeving van Grand Rapids samengevoegd met de William H. Block-vestiging van Allied Stores in Indianapolis en verkocht aan Federated Department Stores. Tegelijkertijd werden de winkels in het centrum van Battle Creek en Muskegon verkocht aan afzonderlijke lokale groepen investeerders. De vestiging in Battle Creek kreeg weer de naam "Robinson's", terwijl de winkel in Muskegon weer de naam "Hardy's" kreeg. De drie winkels van L.H. Field & Co. (Field's) in Jackson werden gesloten. De twee overgebleven winkels van Herpolsheimer werden ingelijfd door Lazarus, dat inmiddels onderdeel van Federated Department Stores was, en werden omgedoopt tot Lazarus.
Tijdens de kerstperiode exploiteerde Herpolsheimer's de miniatuurtrein "Santa Express" op een monorail die aan het plafond van de kelder van de winkel in het centrum van Grand Rapids hing. Toen de trein nog in gebruik was als winkelcentrum in het stadscentrum, diende de ruimte onder de trein als eetgelegenheid en reed de trein het hele jaar door, geschilderd in een niet-seizoensgebonden kleurstelling. De trein bevindt zich nu in het Grand Rapids Public Museum.

Diverse logo's van Herpolsheimer

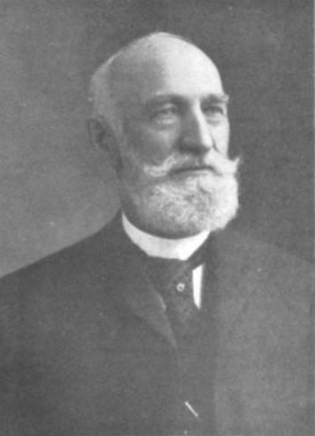
Willem G. Herpolsheimer (1842–1920)

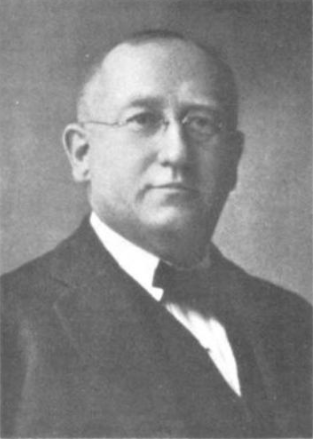
Henry B. Herpolsheimer (1868–1920)